# Mynde
Mynde (af norrønt mjór) betyder tynd eller slank og er en betegnelse på en gruppe hunderacer som oprindelig var avlet som jagt- og vagthunde, men som nu mere i vores del af verden må karakteriseres som familie- og udstillingshunde. Hunde af mynderacen er desuden blevet forbudt til jagt i Danmark. Mange kender også mynderne som væddeløbshunde, men dette er i bedste fald en snæver beskrivelse af disse hunde.

## Ordet »mynde«
I Norge og Danmark bruger vi et ord som stammer fra norrønt sprog til at beskrive disse hunde, nemlig »mynde«. Dette udtryk kommer fra norrønt mjór og hentyder til hundenes slanke anatomi. I de fleste andre lande er det derimod mere almindeligt at hundene har et navn der hentyder enten til hundenes evne til at løbe hurtigt eller til deres ædelhed/renhed.
I Sverige kaldes de vinthund, i Tyskland windhund og i Holland windhond. I engelsksprogede lande siger man sighthound, gazehound eller greyhound. I Spanien galgo. I Polen chart og i Ungarn agár. Rundt om Sortehavet kaldes de tazi, lidt længere mod nord khort, chortaj eller borzoi, i Midtøsten saluki og i Nordafrika sloughi. Skrivemåden kan variere, men betydningen hentyder altså enten til disse hundes fartegenskaber – som raske og hurtige, eller til deres ædelhed/renhed i de muslimske samfund.

## Anatomi og typer
Mynder er anatomisk meget ens, men varierer meget i størrelse. De har en muskuløs og strømlinjeformet smal krop med lange smalle muskuløse lemmer, dyb brystkasse og optrukket bug, et hoved som er langt og smalt, med et langt og smalt snudeparti og kraftige kæber. Ørerne er hængende, men kan ellers variere mellem racerne. Halen er lang og sabelformet, men kan af og til også bæres i en krølle. Den lange hale fungerer som et styreror i høj fart. Mynderne jagter med synet som den vigtigste sans, men bruger også i nogen grad hørelse- og lugtesans. De er bygget til stor fart og har et kraftigt bid som dræber. Blandt nogle mynder kan man fortsat se mere primitive (forstørrede) rovtænder.
I størrelse varierer mynderne fra den bitte lille glathårede italiener på 4-5 kg, til den gigantisk store ruhårede ulvehund som kan nærme sig en meter i skulderhøjde. Som type varierer de mellem de langstrakte og de mere kvadratiske. Man finder desuden nogle af verdens ældste hunderacer blandt mynderne.
Greyhound bliver af mange regnet som selve prototypen på en mynde. Denne langstrakte sprinter kan opnå en topfart på mere end 70 km/t, men den har lille udholdenhed. I modsat ende finder man de mere kvadratiske typer, som f.eks. afghansk mynde og sloughi. Disse typer har også høj topfart sammenlignet med andre hundegrupper, men ikke lige så høj som greyhound. Derimod har de mere stamina (udholdenhed) og bedre manøvreringsevne, noget som gør dem mere egnede til jagt i åbent landskab.

## Oprindelse og baggrund
Moderne DNA-forskning har fastslået at alle hunde nedstammer fra ulven. Siden 1993 er hunden derfor blevet klassifiseret som en underart (Canis lupus familiaris) til ulv. Før den tid blev de klassificeret som en selvstændig art (Canis familiaris), ref. Carl von Linnés klassifikation fra 1758.
Selv om hunde i dag anerkendes som efterkommere af ulv, mener nogle fortsat at mynderne må nedstamme fra en parallel art til ulven, og dermed være meget ældre end de fleste hunde. Egenskaber som myndernes morfologi, hjertevolumen, større andel røde blodlegemer, reproduktionstakt og idiosynkratiske fremfærd kan understøtte en sådan teori, som vanskeligt lader sig dokumentere. Derfor er det mere sandsynligt at myndene har udviklet sig til det de er med menneskets hjælp.
Mynder findes naturligt i Afrika, Asien og i Europa, men ikke i Amerika og i Oceanien. Stadig flere tror nu at mynderne må have udviklet sig fra såkaldte urhunde, også kaldet pariahhunde.